# Szemken
Szemken (Šamuqēnu) ókori egyiptomi uralkodó, Alsó-Egyiptom hükszosz királya volt az i. e. 17. század közepén. Egyiptomi dinasztiába sorolása vitatott; Jürgen von Beckerath szerint a XVI. dinasztia harmadik uralkodója volt, a XV. dinasztia hükszosz királyainak vazallusa, ebben William C. Hayes és Wolfgang Helck is egyetért vele, Kim Ryholt azonban a második átmeneti korról írt 1997-es tanulmányában kifejti véleményét, mely szerint a XVI. dinasztia független thébai uralkodókból állt i. e. 1650–1580 között, ennek megfelelően Szemkent a XV. dinasztia egyik korai, talán első uralkodójának tartja. Ezzel az elemzéssel Darrell Baker és Janine Bourriau is egyetért, mások, köztük Stephen Quirke azonban nem.

## Említései
Szemken egyetlen ismert említése egy barna zsírkő szkarabeuszpecséten maradt fenn, melyet a Nílus-deltában fekvő Tell el-Jahudijában találtak. A szkarabeuszon Szemken neve előtt a heka haszut, azaz „az idegen földek uralkodója” cím szerepel, amelyet kizárólag a korai hükszosz uralkodók viseltek. Emellett a szkarabeusz stílusa is azt mutatja, hogy a XIV. vagy a XV. dinasztia alatt készült; utóbbi valószínűbb.
A szkarabeusz lelőhelye, stílusa és a rajta szereplő cím alapján Ryholt a XV. dinasztia elejéhez sorolta Szemkent, bár hozzátette, hogy ez csak feltételezéseken alapul. Megjegyezte azt is, hogy még ha a heka haszut címet teljes bizonyossággal a XV. dinasztiára datáljuk is, az nem jelenti azt, hogy csak ennek a dinasztiának az uralkodói viselték.

## Fordítás
- Ez a szócikk részben vagy egészben  a   Semqen című angol Wikipédia-szócikk ezen változatának fordításán alapul.  Az eredeti cikk szerkesztőit annak laptörténete sorolja fel. Ez a jelzés csupán a megfogalmazás eredetét és a szerzői jogokat jelzi, nem szolgál a cikkben szereplő információk forrásmegjelöléseként.